# Майнвілл (Нью-Йорк)
Майнвілл (англ. Mineville) — переписна місцевість (CDP) в США, в окрузі Ессекс штату Нью-Йорк. Населення — 1327 осіб (2020).

## Географія
Майнвілл розташований за координатами 44°5′35″ пн. ш. 73°31′18″ зх. д. / 44.09306° пн. ш. 73.52167° зх. д. (44.092956, -73.521546).  За даними Бюро перепису населення США в 2010 році переписна місцевість мала площу 9,60 км², з яких 9,59 км² — суходіл та 0,02 км² — водойми.

## Демографія
Згідно з переписом 2010 року, у переписній місцевості мешкало 1269 осіб у 488 домогосподарствах у складі 301 родини. Густота населення становила 132 особи/км².  Було 558 помешкань (58/км²).
Расовий склад населення:
| - 92,4 % — білих - 5,2 % — чорних або афроамериканців - 0,3 % — азіатів - 0,2 % — корінних американців |

До двох чи більше рас належало 0,9 %. Частка іспаномовних становила 2,2 % від усіх жителів.
За віковим діапазоном населення розподілялося таким чином: 20,6 % — особи молодші 18 років, 66,1 % — особи у віці 18—64 років, 13,3 % — особи у віці 65 років та старші. Медіана віку мешканця становила 36,9 року. На 100 осіб жіночої статі у переписній місцевості припадало 111,9 чоловіків;  на 100 жінок у віці від 18 років та старших — 117,2 чоловіків також старших 18 років.
Середній дохід на одне домашнє господарство  становив 68 072 долари США (медіана — 57 917), а середній дохід на одну сім'ю — 71 153 долари (медіана — 59 464). За межею бідності перебувало 12,0 % осіб, у тому числі 42,6 % дітей у віці до 18 років та 0,0 % осіб у віці 65 років та старших.
Цивільне працевлаштоване населення становило 637 осіб. Основні галузі зайнятості: роздрібна торгівля — 31,6 %, освіта, охорона здоров'я та соціальна допомога — 25,7 %, виробництво — 15,1 %, мистецтво, розваги та відпочинок — 8,3 %.